# Finska inbördeskriget
Finska inbördeskriget (även frihetskrig, medborgarkrig, revolution) var en väpnad konflikt i det nyligen självständiga Finland, som pågick från den 27 januari till den 15 maj 1918, mellan den "röda" sidan och den "vita" sidan. Den "röda" utgjordes av de "röda" socialisterna och den "vita" av den konservativt ledda finländska senaten. De röda erhöll visst stöd från den nyinrättade bolsjevikiska regimen i Ryssland, medan de vita fick stöd från Tyskland och i begränsad utsträckning av Sverige. Kriget slutade med seger för den vita sidan.
Efter det att striderna avslutats, upprättades så kallade domstolar för statsförbrytelser. Deras utslag var ofta summariska.
Sammantaget dog omkring 36 000 personer i samband med kriget, varav drygt 23 000 från den röda sidan som avrättades eller avled i fångläger till följd av epidemier, undernäring och utebliven läkarvård.

## Strid om benämningen
Benämningen av kriget har varit omstridd och väcker alltjämt känslor. De vita har kallat det frihetskriget eller det röda upproret, medan de röda föredragit klasskriget, brödrakriget eller finska revolutionen. Vilken beteckning man använder speglar dels vilken sida man anser hade rätt, dels hur långt den historiska forskningen kommit. Länge användes händelserna 1918 i sammanhang där man inte ville riskera att bli uppfattad som partisk. 
Den benämning som används mest idag är (finska) inbördeskriget.
Terminologin handlar om vilka synpunkter man vill prioritera. Man behöver inte nödvändigtvis i sak underkänna motståndarnas beskrivningar.

## Bakgrund

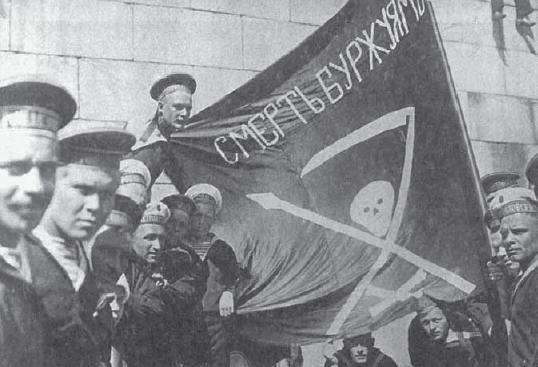
Revolterande ryska matroser från slagskeppet Petropavlovsk i Helsingfors hamn, sommaren 1917.

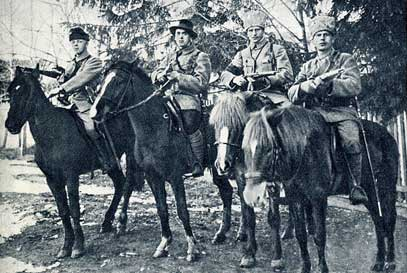
Röda befälhavare till häst.

Det finska inbördeskriget kom att utkämpas mot bakgrunden av ryska kejsardömets sammanbrott, den ryska revolutionen och det första världskriget. Man hade sedan några år förberett ett frihetskrig mot Ryssland, bland annat genom att i hemlighet skicka nära tvåtusen unga män till Tyskland för att få militärutbildning, den så kallade Jägarrörelsen, och genom att träna stridsteknik med frivilliga i skyddskårerna.
Efter Februarirevolutionen i Ryssland och kejsarens abdikation antog den finska lantdagen den så kallade maktlagen, som överförde statsöverhuvudets befogenheter beträffande Finland på lantdagen. Den provisoriska ryska regeringen under Aleksandr Kerenskij godtog inte detta, utan lät med stöd av ryska trupper upplösa lantdagen och utlysa nyval hösten 1917, vilket socialisterna ansåg olagligt. Den tidigare lantdagen hade haft socialistisk majoritet, den nya fick borgerlig. Socialisterna accepterade inte valförlusten och ansåg att lantdagen upplösts olagligt.
Efter oktoberrevolutionen och Lenins makttagande stärktes tanken på självständighet i Finland. Den 6 december 1917, förklarade Finlands lantdag under ledning av P.E. Svinhufvud, landet för självständigt, vilket omedelbart understöddes av Folkkommissariatet i Moskva. Den 4 januari 1918 kom Rysslands officiella erkännande av Finlands självständighet, även om talrika ryska truppförband stannade kvar i landet på grund av det fortsatta kriget mot centralmakterna. 
Tiden präglades av ekonomiska problem och brist på bland annat mat, samtidigt som socialistiska organisationer delvis kunde styra missnöjet till politisk verksamhet, utöver spontana missnöjesyttringar och allmän oro. För att upprätthålla ordningen, och i vissa fall för att kämpa för självständighet tillsammans med jägarrörelsen, bildades "röda garden" och "vita" skyddskårer, på initiativ av vänster- respektive högersinnade.

## Krigets inledning

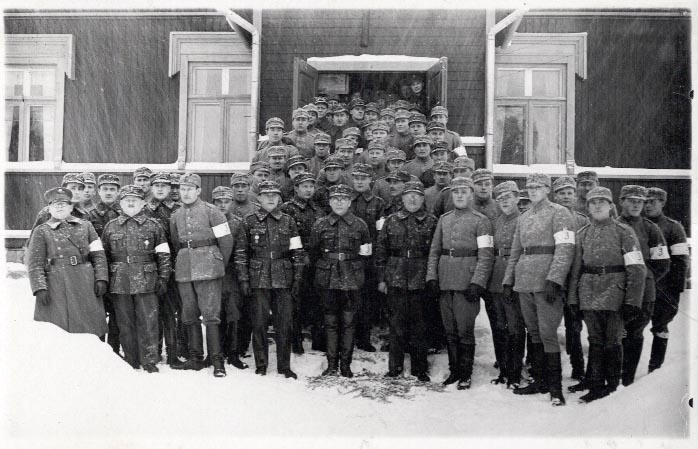
Medlemmar av den vita skyddskåren i Nummi.

Den 26 januari 1918 erhöll generallöjtnant C.G.E. Mannerheim överkommandot över de vita skyddskårerna som av Finlands senat förklarats vara regeringstrupper. Samma dag inrättades Vörå krigsskola för att skyndsamt ge befälsutbildning åt en kontingent på 700 man. I allmänhet kom de vita trupperna att bestå av värnpliktiga inkallade enligt lagen om allmän värnplikt med endast 1 100–1 500 frivilliga, medan röda gardena å andra sidan bestod av en majoritet frivilliga. Totalt kom båda sidornas styrkor att uppgå till ungefär hundratusen man vardera. 
Den 27 januari gav Mannerheim skyddskårerna order om att avväpna de ryska förbanden i Österbotten. Operationen gick mycket smidigt – i de flesta fall lät sig ryssarna avväpnas utan strid. Men i Kristinestad utbröt en konflikt mellan de vita trupperna och den ryska militären som förstärkts av soldater från det röda gardet. På morgonen den 31 januari ryckte den vita hären fram mot Kristinestad med vapen och ammunition tagna från de ryska trupperna i Kaskö samt delvis i samband med Vasa- och Seinäjokitraktens avväpning. Efter några timmars eldstrid kapitulerade de ryska trupperna samt det röda gardet. Därpå hölls en segerparad på torget i Kristinestad och på kvällen följde en segerfest. Vid drabbningarna dog fyra skyddskårister, nio rödgardister samt sju ryska soldater. Ytterligare sex från de vita förbanden, fem rödgardister och tio ryska soldater sårades svårt i striden. Inom några få dagar var Österbotten under de vitas kontroll, och landskapet med sin engagerade och nästan eniga befolkning blev ett centrum för den vita sidan. Vasa kom att fungera som det vita Finlands huvudstad under inbördeskriget. 
Ovetande om andras åtgärder gav befälhavaren för Helsingfors röda garde samma dag order om att arrestera regeringen och upprätta en revolutionär regering kallad Finlands folkkommissariat. Revolutionen var därmed ett faktum. Folkkommissariatet antog den 28 januari benämningen Finlands socialistiska arbetarrepublik, medan merparten av senaten flydde till Vasa. De röda kontrollerade södra Finland, medan de vita höll de norra delarna av landet under ledning av Vasasenaten.

## Den röda offensiven

Striderna inleddes med ett rött anfall på bred front.

Striderna inleddes med ett rött anfall på bred front. Även mindre mängder ryska soldater kämpade på den röda sidan, som dock aldrig kompromissade om Finlands självständighet. Trots att de vita linjerna var svagt bemannade och trupperna som bäst höll på att samlas och organiseras, stod det klart redan i början av februari 1918 att den vita fronten skulle hålla. En vit motoffensiv på Karelska näset från den 25 februari varade till den 11 mars och ledde till slaget vid Ahvola, vilket utkämpades i första världskrigs-stil med artilleri och regelrätta skyttegravar. Fattigdom, svält, klassförtryck och andra sociala orättvisor bildade bakgrunden till de rödas uppror, vilket kom till uttryck i den så kallade "Revolutionssången".

### Revolutionssången
"Fattigfolk i Finlands kojor

bryter sina bojor,

lidandenas bägare

är bräddad till sin rand.

Emot förtryckarhorden

stampar folket fram ur jorden

sina ädlaste krigare till kamp".
Under tiden hade regeringen i Vasa erhållit en värdefull hjälp. Den 18–25 februari landsteg den av tyska armén tränade 27:e jägarbataljonen, vilken kom att utgöra ett välbehövligt stöd för regeringssidan. Jägarna hade kämpat som frivilliga i den tyska armén vid Riga på östfronten, och bataljonen bestod främst av män som motsatte sig de förryskningsplaner av Finland som tsarregimen hade hyst. Sammanlagt hade ungefär 1 900 finländska män deltagit i "jägarrörelsen".
Den 1 mars ingick den röda revolutionsregeringen och bolsjevikregeringen i Ryssland ett avtal som gav de röda medborgerliga rättigheter i Ryssland och vice versa.

## Den röda terrorn
De rödas verksamhet innebar inte bara regelrätta krigshandlingar utan också mord. Det rörde sig om utrensningar av enstaka politiker som Antti Mikkola och olika ståndspersoner, till exempel fabriksdirektör Albert von Julin, lantbruksrådet Emil af Hällström på Olkkala herrgård med sonen Eljas, och Gösta Björkenheim, VD för Kymmene-bolaget, liksom alla bolagets 19 tjänstemän. Oftast var det dock folk med anknytning till skyddskårerna eller sådana som sökte sig till Österbotten på flykt eller i avsikt att ansluta sig till de vita (av 2 700 personer togs cirka fem procent fast och arkebuserades, endast i obetydlig grad togs fångar som fick leva), eller också krigsfångar. Även om man hade mer förståeliga motiv att döda vissa grupper än andra så räknas i kategorin mord endast in obeväpnade och försvarslösa människor. Man hade för vana att släppa personer som man arresterat för att sedan skjuta dem i ryggen.
Denna terror, som hade förelöpare under storstrejken i november, inleddes samtidigt som striderna. Under de fem första dagarna mördades 88 personer (58 procent civila). Den 31 januari ägde massakern i Suinula rum, där 90 krigsfångar skulle arkebuseras, men av någon orsak dödade man endast 17 och sårade 25. Händelsen ledde till en gemensam protest från Storbritanniens, Italiens och Sveriges konsulat. Fram till sista februari miste åtminstone 703 människor livet (64,6 procent civila), vartill kommer 99 röda som dödades av röda (av kriminalitet, hämnd på "klassförrädare" eller av misstag). Under senare delen av februari minskade terrorn, vilket kan bero bland annat på att den värsta blodtörsten stillats, att det vita motståndet i Nyland (det var här som majoriteten av morden skedde) övervunnits och att större delen av de röda gardena skickats till fronten och inte hade tillfälle att bete sig som innan. I mars mördades 205 personer (75 procent civila). I april kom en ny våg när man insåg att spelet var förlorat. Under denna månad fram till upprorets slutgiltiga krossande den 6 maj begicks 697 mord. Terrorn ändrade dessutom karaktär. Civilbefolkningen blev nu i mycket högre grad offer än i början av kriget. Hämndlystnad tycks ha varit en viktig drivkraft. Men man tänkte sig också att en gallring skulle göra det lättare när man en dag återvände tillsammans med segerrika sovjetarméer. Man började också bränna och förstöra gårdar, byggnader, kyrkor och en hel ort, Vammala. I Kouvola upprättades en "avrättningscentral", dit många prominenta personer fördes och där drygt hundra fångar avrättades.
En del röda, framförallt äldre partiveteraner såsom Yrjö Mäkelin, protesterade mot terrorn. Sammanlagt publicerades 15 sådana artiklar i röda tidningar under krigstiden. I praktiken var kritikerna utsatta för press och stämplades fort som kontrarevolutionära.

### Gärningsmännen för den röda terrorn
De som dömdes för brott mot liv hade högre bildningsnivå än den genomsnittlige rödgardisten. Fullständig folkskola hade genomgåtts av 5,2 % (jämfört med 0,9 % av rödgardisterna i stort). Av de dödsdömda hade 34,9 % gått igenom folkskolan. En vanlig uppfattning bland de vita var att bödlarna, inklusive ledande personer, bestod av kriminella element som släppts ur fängelset. Det är en oriktig generalisering utifrån några enstaka fall. I själva verket var en mindre andel av de dödsdömda kriminellt belastade än övriga dömda, och det rörde sig om mindre allvarliga brott.
Ungefär 35 procent av morden har uppklarats.

### Ansvaret för den röda terrorn
Den röda terrorn blev en belastning för Finlands folkkommissariat och dess förhoppningar att vinna sympati och erkännande utomlands annat än i det bolsjevikiska Ryssland. Folkkommittén gjorde en mängd proklamationer där man tog avstånd från terror och deklarerade sina humana ideal. Man väntade sig en snabb och lätt seger, varför hårda metoder i början tedde sig mindre nödvändiga. I en hemlig dagorder krigets första dag avråddes från huliganaktioner och egenmäktighet. Samtidigt utmålade man de vita som "slaktare" och "vilddjur" som företrädde ett "medeltida skräckvälde" – något som inte var ägnat att dämpa den mordlust som förekom.
De internationella protesterna bemötte "utrikesminister" Sirola dock med att hävda att de röda gardena var mer eller mindre självständiga och att revolutionsregeringen inte kunde göra något för att hejda deras framfart, och förresten var det oändamålsenligt att lägga sig i deras angelägenheter.
Befälet för bataljonen vid Helsingfors röda garde gick öppet in för terror. Bland annat hade de beordrat mordet på Mikkola. De hänvisade till den allmänna opinionen och menade att det vore lönlöst att försöka få de enskilda rödgardisterna att avstå från avrättningar av krigsfångar. Vid ”blodbadet i Suinula” tycks man ha handlat på order uppifrån och en utifrån inspirerad våldsideologi synes förklara incidenten bättre än stundens ingivelse. Också flera andra massmord tyder på instruktioner från högre instans. Till exempel hade enligt en kompanichef chefen för stridsoperationerna runt Borgå, Kustaa Salminen, gett order att inga fångar fick tas och att de vita skulle likvideras innan diplomater från Sverige och andra länder hann dokumentera något.
Folkkommittén tillsatte undersökningskommittéer, bland annat i fråga om mordet på lantdagsman Mikkola. Men när det visade sig att mördarna var vid fronten gjorde man ingenting mer och den högsta ansvariga kunde man inte identifiera. Ordföranden meddelade att man inte kunde komma längre på grund av rödgardisternas fientliga inställning till ärendet. Redaktör Hannes Uksila gav utlopp för sin harm över massmordet den 10 mars i Norrmark i ett privat brev till Kullervo Manner och Eero Haapalainen: "Männen är fortfarande på fri fot, varför det är uppenbart att de skyddas av befälet; Man vågar i alla fall inte ingripa. - Fångar mördas, tillfångatagna skjuts, röveriet är helt allmänt. Man kan med all rätt kalla oss en rövarhop....Hittills har inte ett enda brott bestraffats.
Aprilterrorn kan till stor del spåras till Eino Rahja som hade en central befälsställning på det tavastländska frontavsnittet. Han gav order om att alla fångar skulle skjutas vid reträtten. Vid tvångsuttagningen till arbetskompanier hade han redan tidigare befallt att de som inte ville eller kunde arbeta skulle skjutas. Avrättningarna följer i spåren av Rahjas resor, som började direkt efter ett sammanträde i Viborg som gav Kullervo Manner diktatoriska fullmakter. Vid ett par massmord på järnvägen i Metsäkansa (24 april) respektive Tyrvis (14-15 april) har gärningsmännen utpekat staberna i Toijala och Tyrvis

I Kouvola avrättningscentral var terrorn uppenbart välorganiserad. Avrättningarna utfördes av samma "undersökningskommitté" som existerat i krigets början och leddes av Vihtori Saarinen, som uppträdde med osedvanlig grymhet, och de lokala staberna hade stått för domarna.

## Vit motoffensiv

Den vita storoffensiven inleddes i mars.

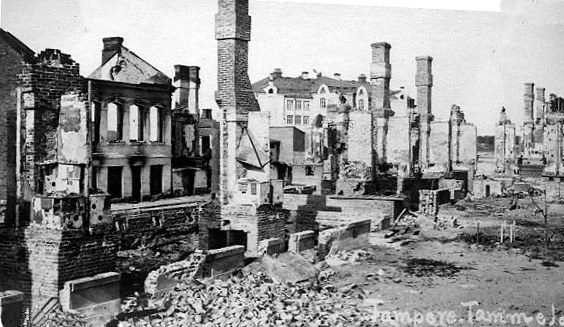
Ruiner i Tammerfors efter att staden intagits av de vita.

Under februari inleddes Striderna vid Filpula och i slutet av februari började de vita sin framryckning vilket resulterade i slaget vid Ahvola.
Den vita storoffensiven inleddes dock på allvar i mars. Eftersom den tyska regeringen meddelat att den ämnade sända en expeditionsstyrka till de vitas hjälp, ansåg Mannerheim det vara nödvändigt att ett avgörande på fronten uppnåddes så snart som möjligt, då han inte ville hamna i något beroendeförhållande till Tyskland. Klockan 06:00 på morgonen den 15 mars påbörjades offensiven mot Tammerfors under hårda strider. Slaget om Tammerfors skulle bli krigets verkliga vändpunkt. 
Den 16 mars utspelades Slaget om Länkipohja som en förberedande operation inför slaget om Tammerfors. Den 17 mars till 23 mars utkämpades Striden vid Mannamäki då de vita trupperna invecklade sig i strid med de röda i Kyrofors-trakten. De röda hade även stöd av en rysk matrosavdelning. 
Den 24 mars genomförde de vita en framryckning söder om Tammerfors i syfte att skära av de rödas reträttväg söderut och att hjälp kunde nå den röda garnisonen i Tammerfors från söder. Framryckningen resulterade i Striden vid Lembois.
Den 25 mars inleddes även Slaget vid Rautus och mellan 30 mars och 24 april utkämpades Striden vid Vesilax.
Den 5 april intog de vita Tammerfors efter att ha kuvat ett synnerligen blodigt och hårt rött motstånd. Omedelbart efter slaget upprättades ståndrätter där "röda" fångar rannsakades, dömdes och i många fall avrättades.

### Vita expeditioner utanför Finland
Konflikten sträckte sig även utanför Finlands gränser. I staden Kandalaksja på Kolahalvön bildades i början av 1918 Murmanlegionen som huvudsakligen bestod av finska rödgardister under befäl av Iivo Ahava.
I mars 1918 gick vita frivilliga över Storfurstendömets östra gräns och in i Östkarelen. Den så kallade Vienaexpeditionen var den första av flera frändefolkskrig (finska heimosodat) som involverade det nyligen självständiga Finland och de närliggande regioner där Östersjöfinska språk talades. Situationen blev mer komplicerad när en styrka på 130 man från det brittiska Royal Marine Light Infantry landade i Murmansk den 6 mars 1918 för att förhindra att tyskarna och deras finska allierade skulle få kontroll över Vita havets kust och järnvägen till Murmansk. Fram till att bolsjevikerna slöt fred med Tyskland stred britterna tillsammans med finska och ryska rödgardister.

### Svenska och tyska expeditioner till Åland

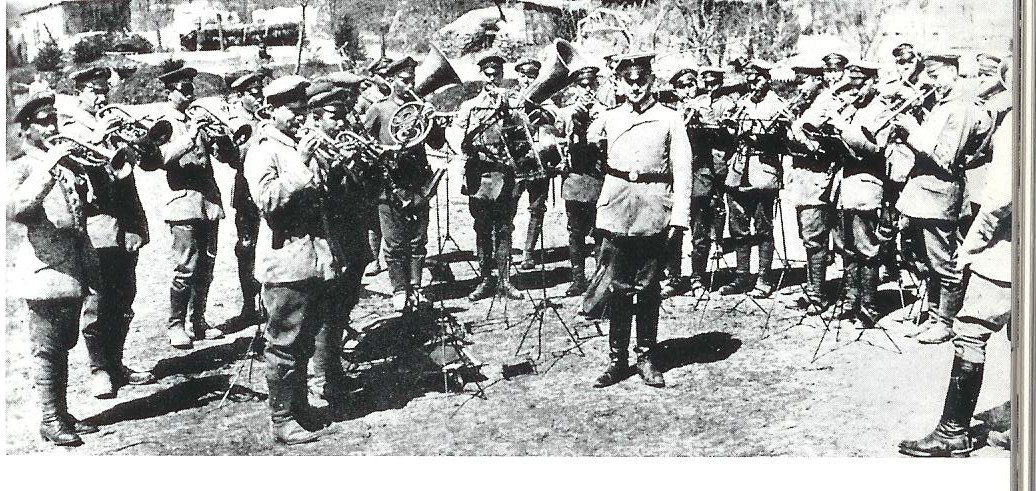
14. Preussiska Jägarbataljonen Åland 1918.

Då inbördeskriget bröt ut samlades en grupp på 600 man bestående av Åbo skyddskår och andra som sympatiserade med de vita i Nystad. Gruppen organiserades till ett truppförband med det officiella namnet Sydvästra Finlands Skyddskår men som oftast kallas Nystadskåren. Kåren hade för avsikt att ansluta sig till de vita styrkorna i Österbotten men beslutade sig för att först bege sig över isen till Åland. Efter att även ett rött garde anlänt till Åland från Åbo kulminerade striderna mellan de röda och de vita i Godbyslaget den 17 och 19 februari. Slaget kan sägas ha slutat oavgjort.
Efter uppgifter om allvarliga övergrepp mot civilbefolkning på Åland beslutade den svenska regeringen, på begäran av åländsk lokalbefolkning, att skicka Ålandsexpeditionen 1918 till Åland. Svenskarna medlade mellan den Revolutionära verkställande kommittén för ryska garnisonen på Åland och Sydvästra Finlands Skyddskår och den 21 februari slöts i Mariehamn ett fredsfördrag. Enligt avtalet skulle Åland utrymmas av både de ryska och de finska trupperna.
Sedan den vita regeringen anhållit om hjälp från Tyskland anlände den 5 mars en expedition bestående av två slagskepp från Tyskland. Två bataljoner ur den tyska Östersjödivisionen landsteg på Åland och uppgiften att avhysa de ryska soldaterna övertogs av de tyska trupperna. I mitten av maj lämnade även de svenska trupperna Åland. De tyska soldaterna ersattes i början av september 1918 av reguljära finska soldater som fanns kvar på Åland till slutet av januari 1922.

### Tysklands intervention

Den tyska Östersjödivisionen landstiger i en operation vars huvudmål var att inta Helsingfors.

Den 3 april 1918 landsteg i Hangö den tyska Östersjödivisionen i ryggen på de röda stridskrafterna. De tyska styrkorna under ledning av generalmajor greve Rüdiger von der Goltz framryckte snabbt inåt landet.

### Slaget om Helsingfors

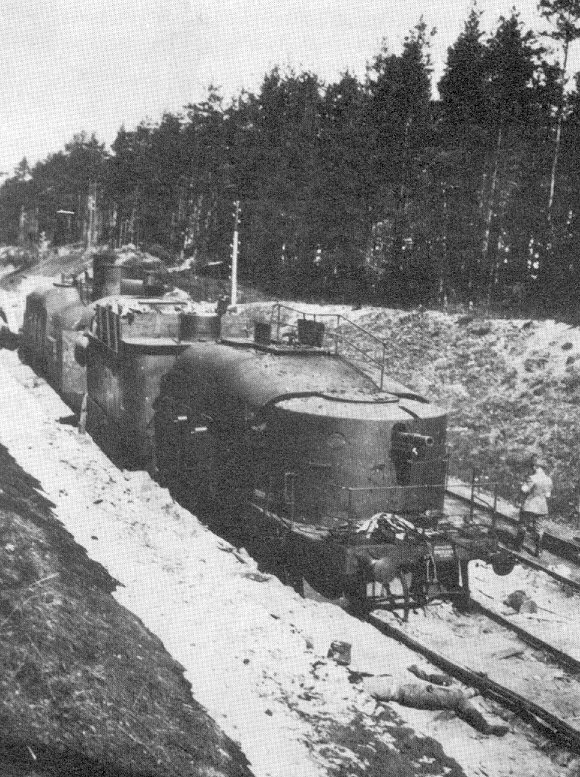
Röda gardets pansartåg under Finska inbördeskriget 1918.

Medan landstigningen och tyskarnas första operationer pågick i Hangö, anföll en annan tysk styrka Houtskär i Åbo skärgård (4 april). De röda skeppade in förstärkningar från Åbo och lyckades slå tillbaka anfallet. Gång på gång under det att tyskarna kämpade i Finland, stötte de på förvånansvärt hårdnackat, beslutsamt motstånd. von der Goltz intog Ekenäs efter symboliskt rött motstånd och pressade vidare mot Helsingfors som var målet för hela operationen.
Vid Karis, vilket var en viktig knutpunkt i förbindelserna Hangö-Helsingfors, kom det den 6 april till häftig strid. De röda hade koncentrerat stora styrkor till Karis. Tyskarna uppskattade dem till 8 000 man. Dessutom var de röda understödda av två pansartåg. Endast efter häftiga eldstrider, artilleribeskjutning och en kringgående rörelse för att ta de röda i ryggen kunde tyskarna besätta Karis.
Den 10 april stod tyskarna i Kyrkslätt och trängde hastigt fram norr om Helsingfors för att totalt omringa staden. Delar av den ryska flottan låg i Helsingfors hamn. Efter förhandlingar mellan ryssarna och tyskarna ingicks det så kallade "Hangöavtalet" som tillät den ryska flottan att avlägsna sig varpå den avseglade till Kronstadt. De brittiska fartyg som opererat från finska hamnar i samverkan med den ryska flottan sökte sig antingen tillbaka till Storbritannien eller sänktes ute till havs. De sista ryska fartygen lämnade Helsingfors den 12 april.
Tyskarna förberedde sitt anfall mot Helsingfors alltjämt under sporadiska strider eftersom de röda inte var villiga att uppge huvudstaden utan hårt motstånd. Den 12 april 1918 rullade så det tyska krigsmaskineriet in i Helsingfors. I själva staden kom det till bittra gatustrider varvid de röda förskansade sig i de viktigare byggnaderna och bjöd på segt motstånd. De röda gjorde även bruk av ett par pansarbilar vid dessa strider och i vissa fall ställdes tyskarna även mot kvinnliga rödgardister eftersom röda gardet även hade kvinnliga förband. Krypskyttar arbetade lite varstans mot tyskarna. 
Från sjösidan gick det tyska slagskeppet SMS Westfalen in i Helsingfors hamn under befäl av amiral Meurer. Trupper landsteg och deras framryckning stöddes av fartygskanonerna som åstadkom en hel del skada. Den 13 april kapitulerade de sista röda i Helsingfors efter att ha insett saken förlorad; den 14 april anlände så von der Goltz till staden och de tyska trupperna höll segerparad. De röda kapitulerade och det revolutionära folkkommissariatet flydde till Viborg.

### Åbo
Efter de tyska landstigningarna på Houtskär den 4 april bildades den 7 februari Skärgårdens frikår i Iniö under ledning av den svenske löjtnanten Carl August Ehrensvärd. Tyskarna snabbutbildade kåren och försåg den med vapen. I början av april deltog kåren i strider i Korpo och marscherade därefter via Pargas till Åbo. Den 12 april besattes Åbo utan strid.

### Slaget om Lahtis
Medan allt detta tilldrog sig västerut så landsteg ytterligare tyska trupper i Lovisa, öster om Helsingfors. Överste Brandenstein kom över från Estland med cirka 3 000 man och den första delen av denna brigad landsteg den 7 april utan att möta motstånd. De tyska truppernas landstigning i Lovisa kom som en fullständig överraskning för fienden. 
Den 14 april skedde slaget vid Joutseno. Efter de vitas seger i Slaget om Tammerfors hade Mannerheim överflyttat den vita offensiva tyngdpunkten till Viborg. Den 15 april anlände ytterligare tyska trupper till Lovisa och tyskarna kunde upprätthålla segt motstånd mot de röda, vilket naturligtvis avlastade både Östersjödivisionen och de vita styrkorna eftersom de röda tvingades dirigera stora numerärer mot Brandenstein.
Den 20–21 april utkämpades mycket hårda strider om Hyvinge som slutligen intogs av Brandenstein. Den 22 april intog von der Goltz Riihimäki efter en hård strid. Den 26 april föll Tavastehus för tyskarna. Efter erövringen av Tavastehus började de röda sin reträtt mot öster. För att skära av reträttvägen gjorde tyskarna ett anfall mot Lampis-Syrjäntaka. Tyskarna lyckades inte stoppa de röda, utan besegrades vid striden vid Syrjäntaka den 29 april varpå de röda kunde fortsatta att retirera mot Lahtis. Under dessa strider brändes Syrjäntaka till grunden.
Överallt hade de röda bjudit på desperat motstånd. Det hårda, fanatiska motståndet förvånade tyskarna.
När Lahtis föll för tyskarna den 20 april så uppnådde slutligen de vita styrkorna kontakt med de i Finland varande tyska trupperna. Men Lahtis gavs inte upp av de röda utan hård strid och kampen om den staden fortsatte även några dagar efter dess fall. Efter stadens fall fortsatte de röda att göra angrepp mot tyskarna i syfte att återerövra staden men alla försök misslyckades. Samtidigt hade von der Goltz över Borgå sänt förstärkningar till Brandenstein och därmed uppnått full kontakt de två tyska kontingenterna emellan. Det röda Finland var därmed skuret i två delar och endast slutliga strider återstod.

### Slaget om Viborg
Medan tyskarna opererade i södra Finland hade även en vändning skett på Karelska näset. Där bröt de vita styrkorna igenom de röda frontavsnitten vid Rautus – varvid byn totalförstördes under de hårda striderna – och Ahvola, och ställde marschen mot Viborg, de rödas stora fäste på näset. De rödas ledare Kullervo Manner befann sig i Viborg när de vita trupperna gick till anfall. 
Slaget om Viborg pågick mellan 23 och 29 april. De vita trupperna stormade staden och hissade en flagga som skulle representera det självständiga Finland (en bordsduk!) från tornet på Viborgs slott. Kullervo Manner flydde den 25 april med resten av den röda regeringen till Ryssland. 
Den 1 mars 1918 hade Finlands socialistiska arbetarrepublik överlåtit befästningen i Ino i Terijoki till Ryssland men nu krävde de vita tillbaka den. Från den 24 april belägrade jägarregementet nr 5 under major Hugo Viktor Österman befästningen och när Tyskland den 8 maj krävde att Ryssland skulle återlämna befästningen till Finland beslutade den ryska regeringen att dra tillbaka sina trupper. Den 14 maj 1918 förstörde ryssarna batterierna och lämnade Ino med slagskeppet Respublika.
Den 5 maj 1918 kapitulerade de sista revolutionärerna i Pyttis.

## Avslutning
Den 16 maj höll den vita armén i överbefälhavare Mannerheims åsyn ett högtidligt intåg längs Norra esplanaden i Helsingfors och kriget var därmed slut.
Striderna hade resulterat i ungefär 3 400 stupade på den röda sidan medan den vita förlorade 3 100. Därtill stupade 600 ryska soldater på den röda sidan och 300 tyska soldater på den vita. En omfattande terror pågick bakom fronten där långt fler dödades än i striderna.
Kontakterna mellan Tyskland och Finland fortsatte vara starka även efter inbördeskriget. När frågan om Finlands regeringsform togs upp visade sig en monarkisk stämning på många håll och 9 oktober 1918 valdes den tyske prinsen Fredrik Karl av Hessen till Finlands kung. Införandet av monarki hindrades dock genom Tysklands nederlag i världskriget, som föranledde Fredrik Karl att i december avsäga sig kronan. I stället tillträdde Mannerheim 12 december som riksföreståndare
Finland kom dock inte att delta i det vita angrepp i Ryssland som företogs av flera västmakter och det exilryska centralrådet i Paris. När Finland fick förfrågan om att ryska vitgardister skulle få använda finskt territorium för att anfalla Petrograd förhöll sig Mannerheim positiv. Finland ville dock först ha garantier från det exilryska centralrådet i Paris om att erkänna Finlands självständighet. Ett sådant besked ville inte centralrådet ge eftersom det skulle äventyra Petrograds säkerhet, vilket gjorde att Finland inte gick med i kriget mot Sovjet-Ryssland. Trots att den vita sidan vann kriget mot den röda så kunde man alltså inte ansluta sig till den vita sidan i det internationella kriget mot de röda därför att man inte ville riskera sin självständighet. Frivilliga deltog dock i en serie aktioner utanför landets gränser som syftade till antingen till att ta kontrollen över dessa områden eller att hjälpa dem att uppnå självständighet. Dessa så kallade frändefolkskrig var ett uttryck för de stärkta nationalistiska känslor som uppstått under inbördeskriget.
De röda som flytt till Ryssland bildade efter kriget Finlands kommunistiska parti.

## Den vita terrorn
| Antal döda                           | Antal döda | Antal döda | Antal döda | Antal döda |
| Dödsorsak                            | Röda       | Vita       | Andra      | Totalt     |
| ------------------------------------ | ---------- | ---------- | ---------- | ---------- |
| Döda i strid                         | 5,199      | 3,414      | 790        | 9,403      |
| Avrättade eller mördade              | 7,370      | 1,424      | 926        | 9,720      |
| Döda i fångläger                     | 11,652     | 4          | 1,790      | 13,446     |
| Döda efter frigivning från fångläger | 607        | -          | 6          | 613        |
| Saknade                              | 1,767      | 46         | 380        | 2,193      |
| Andra orsaker                        | 443        | 291        | 531        | 1,265      |
| Totalt                               | 27,038     | 5,179      | 4,423      | 36,640     |
| Källa: Riksarkivet                   |            |            |            |            |

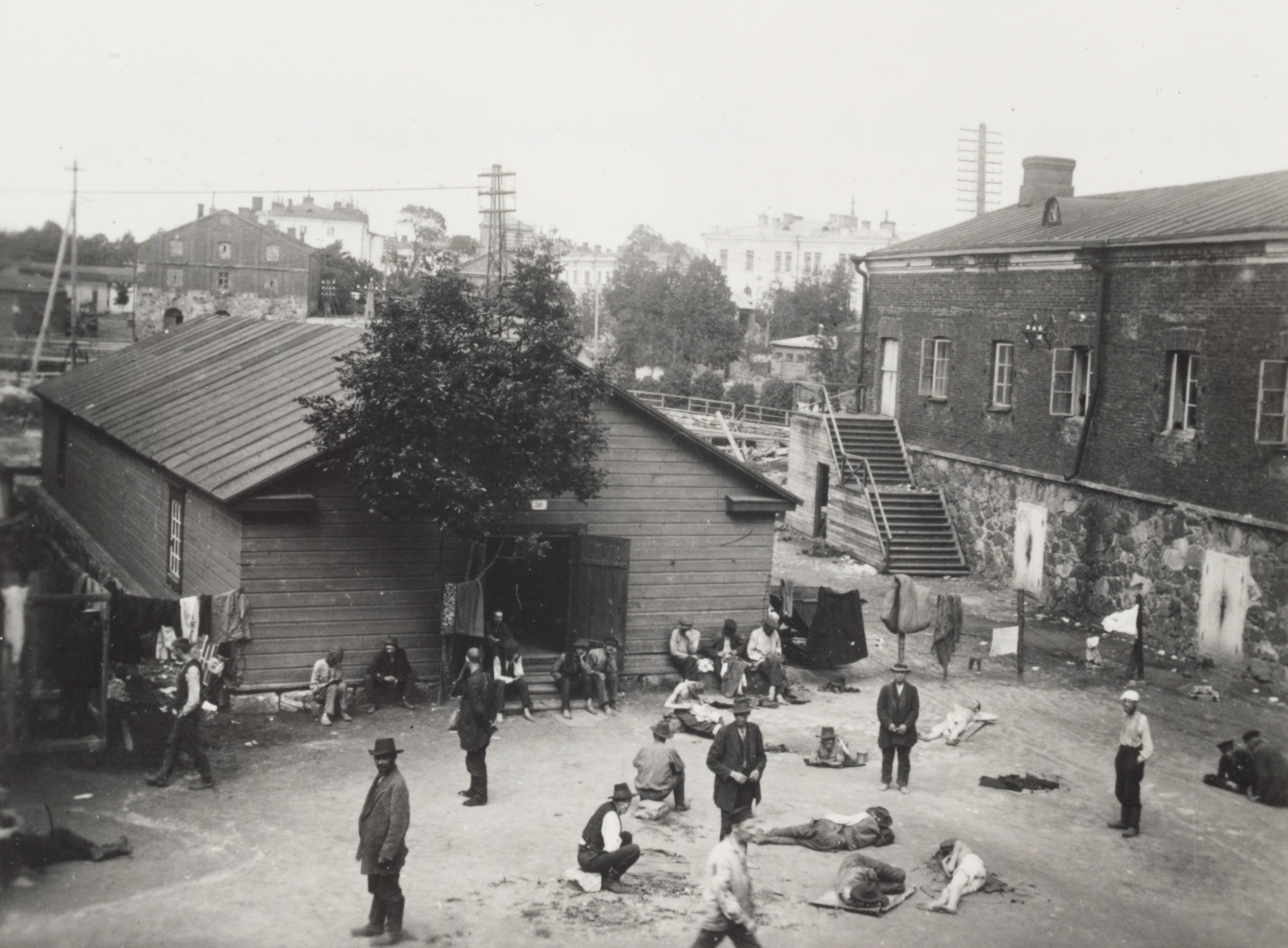
Röda fångar på Sveaborg efter inbördeskrigets slut.

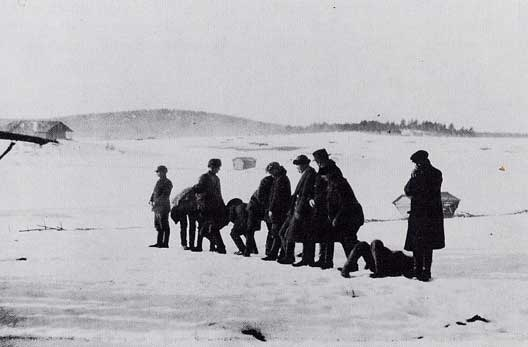
Röda fångar arkebuseras i Länkipohja.

En del röda aktivister avrättades direkt efter arrestering, andra efter att de tilldelats dödsdom av fältdomstol. Många arbetarbrigadister dog också på grund av de dåliga förhållandena i interneringslägren efter kriget. Den röda terrorn under kriget drabbade de vita men efter kriget skördade den vita terrorn flera offer totalt.

### Massavrättningar
Enligt officiella siffror dödades fem gånger fler röda än vita direkt i samband med kriget. Över 21 000 tillfångatagna arbetarbrigadister avrättades eller dog av svält och sjukdomar efter krigsslutet. Statistiken visar att de kvinnliga fångna arbetarbrigadisterna som var särskilt hatade av den vita sidan dog i ännu högre grad än de manliga. 

### Fångläger
Bland annat fästningen Sveaborg liksom kasernområdet i Dragsvik förvandlades till fångläger, där ett stort antal fångar svalt ihjäl eller gick under av epidemier i sommarhettan. Efter påtryckningar från västmakterna förbättrades förhållandena i lägren men de blev ändå en svart episod i Finlands historia. Allt som allt kostade kriget det finska folket 35 000 döda. Vidare satt över 80 000 röda fångar i läger vid krigsslutet. De flesta av de fångar som ännu var vid liv frigavs samma år eller 1919.

### Olagliga ståndrätter
Den statligt tillsatta historiekommissionen ”Krigsdödade i Finland” kunde 2004 visa att uppemot tiotusen personer under några korta vår- och sommarmånader sköts i en avrättningskampanj av dramatisk intensitet. Ståndrätterna sammanträdde bakom lyckta dörrar med hemliga vittnen och ingen kunde veta vem som dömde vem till döden och varför.

Bestraffningskampanjen som de vita organiserade efter segern hör till krigets blodigaste avsnitt. Den finske forskaren Marko Tikka har påpekat att den finska regeringen efter Tammerfors fall i början på april 1918 gav efter för arméns och skyddskårernas krav på att få upprätta ståndrätter och att dessa ståndrätter totalt stred mot finsk lag och praxis.
Jukka Kekkonen, professor i juridik och prefekt för juridiska institutionen vid Helsingfors universitet, har påtalat att rättsskipningen i Finland i början av 1900-talet, liksom i de flesta andra västländer, byggde på vissa fundamentala förutsättningar. Han menar att de domstolar för statsförbrytelser som upprättades 1918 och som dömde sammanlagt cirka 70 000 personer, inte uppfyllde några av dessa krav. Framför allt bröt de mot det urgamla rättsliga fundamentet att man ska dömas för något man har gjort, inte för vem man är eller för hur man lever.

## Sveriges roll

### Politiska positioner i Sverige till den finska konflikten
I Sverige var högern för den vita regeringen och yrkade på vapenleveranser. I deras tidningar förekom förslag om ett försvarsförbund, vilket dock ej vann gehör i partiledningen och riksdagsgruppen som höll fast vid neutraliteten. De svenska Socialdemokraterna hade hamnat i en djup idékonflikt; de kände viss naturlig samhörighet med de röda, samtidigt som de principiellt fördömde dem på grund av upproret och terrorn som, enligt partisekreterare Möller, gav borgarna formell rätt att göra slut på det demokratiska regeringssystemet.[källa behövs]
Sverige erbjöd sig vid upprepade tillfällen att medla, men ingendera parten var intresserad av dessa framstötar.

### Transitering av vapen till de vita
En finsk anhållan om svenska vapenleveranser till de vita avslogs av den svenska regeringen som bestod av liberaler och socialdemokrater. Socialdemokraterna var splittrade i frågan. Koalitionspartnern liberalerna var för. Däremot tillät regeringen transitering av vapen över Bottenviken till den vita sidan med godkännande av den socialdemokratiske sjöförsvarsministern Erik Palmstierna. Transitering landvägen ansågs för känslig på grund av risken för oroligheter bland arbetarna i Norrland.

### Frivilliga på den vita sidan

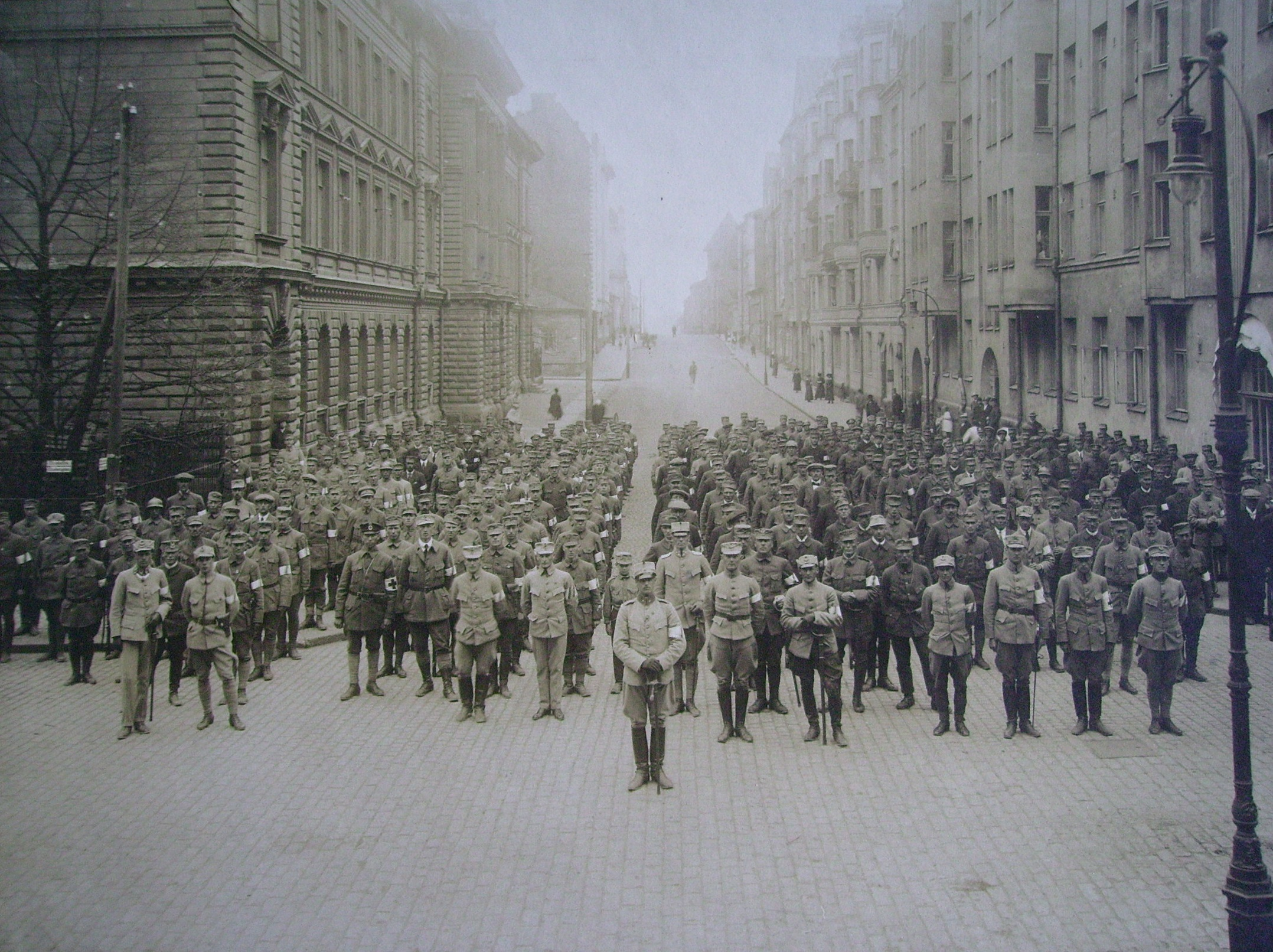
Svenska brigaden uppställd i Helsingfors den 16 maj 1918.

Organisationen Finlands vänner grundades i februari (dess ordförande var friherre Johan Mannerheim, bror till de vitas överbefälhavare) och den anskaffade fyra fältsjukhus (med personal) och ett flygplan till de vita.
De första svenska frivilliga anlände till Torneå den 2 februari och de placerades vid Svenska brigaden. Rekrytering och finansiering skedde av Finlands Vänner. Brigaden organiserades i Uleåborg under befäl av kapten Hjalmar Frisell och skickades till fronten 26 mars.
Brigaden fick sitt elddop vid Tammerfors under den "blodiga skärtorsdagen" 28 mars och deltog därefter i stormningen av staden, där för övrigt bland annat Olof Palme (farbror till Sveriges tidigare statsminister) stupade. Därefter deltog man i offensiven mot Valkeakoski och avskärandet av förbindelsen mellan röda armén och Lahtis. Efter slaget övertogs ledningen för brigaden av överste Harald Hjalmarson.
Som mest bestod Svenska brigaden av 803 man och totalt 1 100 man (varav 200 officerare) var vid någon tidpunkt anslutna till brigaden. Utöver Svenska brigaden gjorde svenska frivilliga viktiga insatser på ledande positioner i finska förband och det vita högkvarteret. De enda professionella truppbefälen att leda, utbilda och organisera den finska vita armén med som general Mannerheim inledningsvis hade till sitt förfogande kom från Sverige. I ett senare skede anslöt Jägarbataljonen och förstärkte kadern.
Även svenska flygare medverkade på den vita sidan, bland annat utbildades finska piloter vid Enoch Thulins flygskola på Ljungbyhed och av flygbaronen Carl Cederström vid Furusund. Ett antal flygplan skänktes från Sverige bland annat av greve Eric von Rosen. Hans personliga vapen, ett blått hakkors, kom att bli kännetecken för det finska flygvapnet fram till 1945, och det förekommer än idag dess i fana. Svenskar deltog i de vitas "flygvapen" där huvuduppgifterna var spaning, (primitiv) flygbombning och flygbladskastning.